# Maria Vallespí
Maria Vallespí   (Vilanova del Vallès, 12 de setembre de 1995) és una creadora de contingut catalana de moda i bellesa, pionera en aquest àmbit en català. És una de les influenciadores més populars de Catalunya del segle xxi. En total, acumula més de 100.000 seguidors entre Instagram i TikTok.

## Trajectòria
Va néixer a Vilanova del Vallès en el si d'una família treballadora i als divuit anys es va mudar a Barcelona per a estudiar un grau universitari en Turisme a l'Escola Universitària Mediterrani Barcelona, centre adscrit de la Universitat de Girona. Al principi no treballava, però després va passar a compaginar els estudis amb diverses feines relacionades amb l'hoteleria, l'organització d'esdeveniments i les relacions públiques. De fet, en acabar la formació, va passar a desenvolupar-se en aquest àmbit professional.
Tanmateix, el 2021, poc després que s'hagués iniciat la pandèmia de COVID-19, va començar a publicar vídeos a internet sobre maquillatge i temes relacionats, i es va adonar que tenien bona acollida. Així doncs, es va posar a crear contingut en català a les xarxes socials d'aquesta temàtica, faceta que va combinar amb la de relacions públiques del balneari Aire Ancient Baths fins que el 2023 va decidir dedicar-se únicament a l'activitat a internet. El 2024, la representava l'agència Along Agency.
A les xarxes socials, parla sobre marques, fa vlogs de viatges i ensenya la roba que duu. Ha col·laborat amb empreses internacionals com Isdin, Kiko i El Corte Inglés, però també amb d'altres catalanes com Estrella Damm, el Barça i Deleito. Gràcies a la seva feina, ha assistit a esdeveniments com el Primavera Sound, els Premis DRAC de RAC1 i els Premis Ídolo de Dulceida. En el seu contingut, prova de ser natural i transparent, i en aquest sentit lluita activament contra la pressió estètica d'internet. D'ençà que va entrar en el món de les xarxes socials, ha rebut acompanyament psicològic per tal de gestionar-ho el millor possible.
El 2024, va rebre el premi AMIC-Tresdeu a la millor creadora de contingut lifestyle. El 2025, va ser nominada als Premis CRIT en la categoria d'estil de vida.

## Vida personal
Té dos germans. Des del 2019, manté una relació amorosa amb Camil Raich, amb el qual acostuma a viatjar.
És molt esportista i una fidel seguidora del Barça. De fet, és amant del ciclisme i del menjar. A banda, és adepta a la lectura.